# Stagecoach (entreprise)
Pour les articles homonymes, voir Stagecoach.
 (janvier 2013).
Stagecoach est un groupe de transport britannique d'envergure internationale. Coté à la Bourse de Londres, il fait partie de l'indice FTSE 250. Basé à Perth, en Écosse, il exploite des réseaux de bus express, de trains et de tramways, ainsi que des lignes de navires transbordeurs au Royaume-Uni, en Amérique du Nord et en Nouvelle-Zélande. Il fut créé dans les années 1980 par son président actuel, Brian Souter, et sa sœur, Ann Gloag.
Avec une part de marché de 16 % dans le marché des transports de voyageurs par bus, et 11 % dans celui des trains (plus 14 % par l'intermédiaire de sa participation dans le groupe Virgin Trains), la société est le second transporteur du Royaume-Uni, derrière son rival, également écossais, First Group. Stagecoach exploite environ 7 200 autobus dans 90 villes importantes en Grande-Bretagne, transportant environ 2 millions de voyageurs quotidiennement. Au Royaume-Uni, Stagecoach emploie environ 18 000 salariés.
Stagecoach a vendu ses filiales au Kenya, au Malawi, au Portugal, en Suède et à Hong Kong, mais il conserve une position dominante dans le marché des bus en Nouvelle-Zélande, où il exploite également des ferrys, et garde le contrôle de Coach USA. Bien qu'il représente moins de 1 % du marché américain, Coach USA exploite plus de 2 800 autobus et emploie 4 400 salariés.
La société participe aux lignes régulières d'autocar au Royaume-Uni.

## Histoire

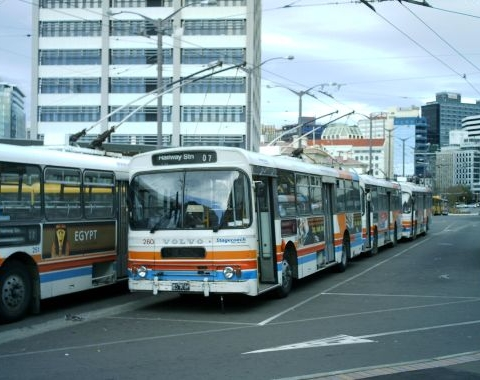
Trollybuses à Wellington, Nouvelle-Zélande autrefois possédée près Stagecoach

Stagecoach est né de la déréglementation du marché britannique du transport par autobus au début des années 1980, mais ses racines remontent à 1976 quand Ann Gloag et son mari montèrent une petite affaire de location de caravanes et de minibus baptisée Gloagtrotter. Le frère d'Ann, Brian Souter, comptable, rejoignit l'entreprise et la développa dans le domaine de la location d'autobus. Quand la loi de dérégulation des transports, le Transport Act de 1980, libéralisa les transports par bus express au-delà de 35 miles, la petite entreprise de Perth saisit l'occasion et lança de nouveaux services de Dundee à Londres. Concurrençant avec succès les entreprises publiques, National Express et Scottish Citylink, la société connut une croissance rapide entre 1981 et 1985, quand Stagecoach pénétra le marché local en rachetant la société McLennan de Spittalfield, près de Perth. Ce succès rapide permit à Stagecoach de tirer parti de la privatisation des sociétés publiques d'autobus. Elle racheta plusieurs sociétés d'exploitation aux groupes publics, National Bus Company (NBC), Scottish Bus Group (SBG), London Buses et à diverses municipalités. la société consolida son périmètre en reprenant, dans les années 1990, plusieurs sociétés d'exploitation qui avait été reprises par leurs cadres et employés, souvent des sociétés des ex-NBC et SBG dont les propriétaires purent tirer de fortes plus-values de ces ventes. Stagecoach abandonna le marché des lignes express à longue distance en 1988 en vendant ses exploitations au groupe National Express.
Toutefois les polémiques ne sont jamais très éloignées de Stagecoach. Le groupe se trouva souvent dans la mire de la commission de la concurrence et dut faire face à de vives critiques des médias à propos de son comportement de prédateur vis-à-vis des plus petits exploitants. Une véritable « guerre des bus » éclata dans de nombreuses villes de Grande-Bretagne lorsque Stagecoach prit avantage sur la concurrence locale, forçant souvent ses concurrents à abandonner leur marché traditionnel et provoquant parfois la ruine des plus petits exploitants. Ce résultat s'obtenait par le moyen de tarifications agressives et par les horaires, en faisant circuler des véhicules en surnombre sur une ligne, juste quelques minutes avant ceux de ses concurrents. Dans sa ville de Perth, Stagecoach força l'exploitant principal, Strathtay Scottish à abandonner la desserte locale de la ville. De même, sa filiale, Stagecoach East Scotland (les Bluebird Buses), remplaça les autobus de Highland Scottish dans la plupart des villes de la région d'Inverness. La plus grande confrontation fut celle menée dans la ville de Darlington.

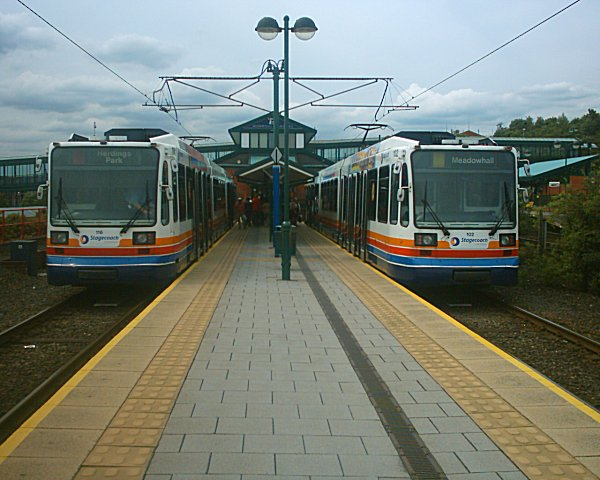
Stagecoach Supertram dans Sheffield

Le conseil municipal de Darlington mit en vente Darlington Transport en 1994. Stagecoach soumit une offre par sa filiale Busways, mais c'est celle de son concurrent Yorkshire Traction qui fut retenue. Cela n'empêcha pas Stagecoach Busways de mettre en service des lignes concurrentes sur le réseau de Darlington Transport, et de commencer leur exploitation. De ce fait, Yorkshire Traction retira son offre et aucun autre concurrent ne se manifesta. Une semaine après l'arrivée de Stagecoach dans la ville, Darlington Transport fut mis en faillite et cessa son activité. Cette affaire devait entraîner une réforme du cadre réglementaire de l'exploitation des réseaux d'autobus dans le Royaume-Uni.
Le groupe Stagecoach est coté à la bourse de Londres (London Stock Exchange), bien que son président Brian Souter et sa sœur Ann Gloag en soient les actionnaires majoritaires. Bien qu'elle soit cofondatrice de Stagecoach, Ann Gloag n'a plus aucun rôle dans la direction de l'entreprise.
L'engagement de Souter et Gloag dans le fabricant d'autobus Alexander Dennis (ex Transbus International) est sans rapport avec le groupe Stagecoach.
En décembre 2021, National Express annonce l'acquisition de StageCoach, valorisant ce dernier à 445 millions de livres sterling et dont les actionnaires possèderont 25 % du nouvel ensemble.

## Sociétés d'exploitation au Royaume-Uni
Voici la liste des sociétés d'exploitation du groupe Stagecoach. Le centre de chaque région d'exploitation est indiqué entre parenthèses. La raison sociale légale de chaque société est indiquée, suivie de la marque commerciale.
- Stagecoach East Scotland(Cowdenbeath)
  - Bluebird Buses Ltd - Stagecoach Bluebird, Stagecoach à Inverness, Stagecoach à Perth
  - Fife Scottish Omnibuses Ltd - Stagecoach à Fife
  - AA Buses Ltd - Yellow Taxibus
- Stagecoach West Scotland (Ayr)
  - Western Buses Ltd - Stagecoach Western, Stagecoach A1 Service, Magicbus, M8 Motorvator
- Stagecoach North East (Sunderland)
  - Busways Travel Services Ltd - Stagecoach à Newcastle, Stagecoach à South Shields, Stagecoach à Sunderland
  - Cleveland Transit Ltd - Stagecoach on Teesside, Stagecoach à Hartlepool, Stagecoach à Darlington

- Stagecoach North West (Carlisle)

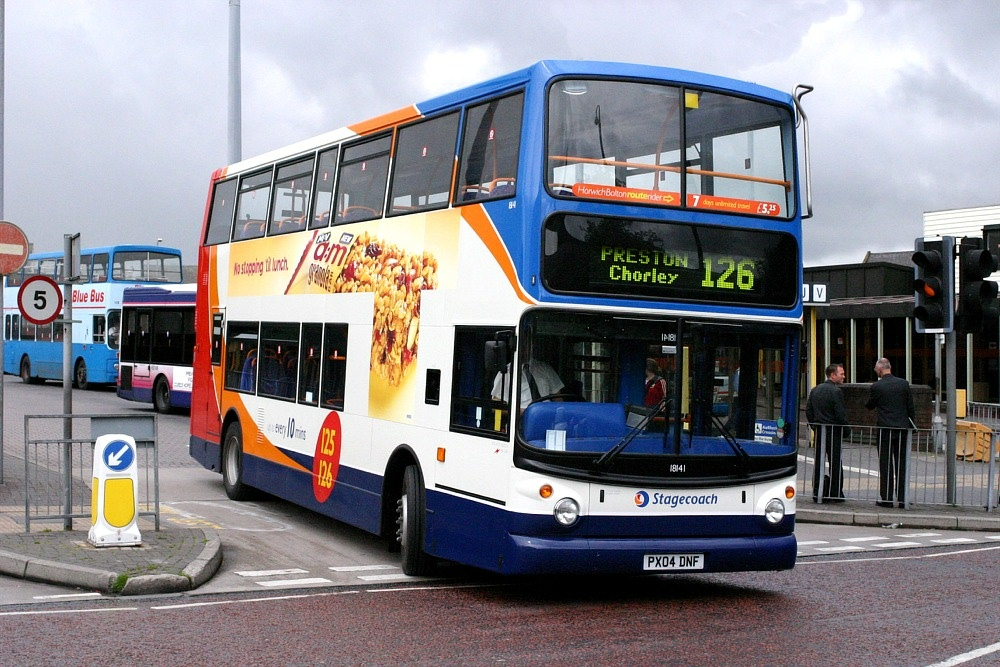
Autobus typique de Stagecoach

  - Cumberland Motor Services Ltd - Stagecoach en Cumbria
  - Ribble Motor Services Ltd - Stagecoach dans le Lancashire
  - Preston Bus Ltd & Ribble Motor Services Ltd - Stagecoach à Preston
  - Lancaster City Transport, Ribble Motor Services Ltd, Cumberland Motor Services Ltd - Stagecoach à Lancaster
- Stagecoach Manchester (Manchester)
  - Greater Manchester Buses (South) Ltd - Stagecoach à Manchester, Magicbus
- Stagecoach East Midlands (Chesterfield)
  - Chesterfield Transport Ltd - Stagecoach à Chesterfield
  - East Midland Motor Services Ltd - Stagecoach à Bassetlaw, Stagecoach à Mansfield,
  - Stagecoach dans le Yorkshire méridional
  - Grimsby-Cleethorpes Transport Ltd - Stagecoach Grimsby-Cleethorpes
  - Cleveland Transit Ltd - Stagecoach à Hull
- Stagecoach South Midlands (Oxford)
  - Midland Red (South) Ltd - Stagecoach à Banbury, Stagecoach dans le Warwickshire
  - Thames Transit Ltd - Stagecoach in Oxford, Oxford Tube
- Stagecoach East (Northampton)
  - Cambus Ltd - Stagecoach à Cambridge
  - United Counties Omnibus Company Ltd - Stagecoach à Northants, Stagecoach à Bedford
  - Viscount Bus & Coach Company Ltd - Stagecoach à Peterborough
- Stagecoach West (Cheltenham)
  - Cheltenham District Traction Company Ltd - Stagecoach à Cheltenham
  - Swindon & District Bus Company Ltd - Stagecoach à Swindon
  - Cheltenham & Gloucester Omnibus Company Ltd - Stagecoach in Gloucester, Stagecoach dans les Cotswolds, Stagecoach dans le Wye et Dean
- Stagecoach Wales (Cwmbran)
  - Red & White Services Ltd ; The Valleys Bus Co Ltd; Aberdare Bus Co Ltd; Rhondda Buses Ltd;
  - Parfitts Motor Services Ltd ; Eastern Valley Bus Co Ltd - Stagecoach dans le sud du Pays de Galles
- Stagecoach London (Ilford)
  - East London Bus & Coach Company Ltd - Stagecoach à Londres, East London Coaches
  - South East London & Kent Bus Company Ltd - Stagecoach à Londres
- Stagecoach South East (Chichester)
  - East Kent Road Car Company Ltd - Stagecoach dans le Kent oriental
  - Hastings & District Transport Ltd - Stagecoach dans le Sussex oriental, Stagecoach à Hastings
  - Stagecoach (South) Ltd - Stagecoach dans le Hampshire, Stagecoach à Hants et Surrey
  - Southdown Motor Services Ltd - Stagecoach dans les South Downs
- Stagecoach Devon (Exeter)
  - Devon General Ltd; Torbay Bayline Ltd - Stagecoach dans le Devon
- Filiales ferroviaires
  - Island Line Ltd (Île de Wight)
  - South West Trains Ltd (Londres)
  - South Yorkshire Supertram Ltd (Sheffield) – Sheffield Supertram

En outre, le groupe détient une participation de 49 % dans Virgin Trains, qui exploite des services de trains de grandes lignes en Grande-Bretagne.

## Sociétés d'exploitation d'outre-mer
- Stagecoach New Zealand

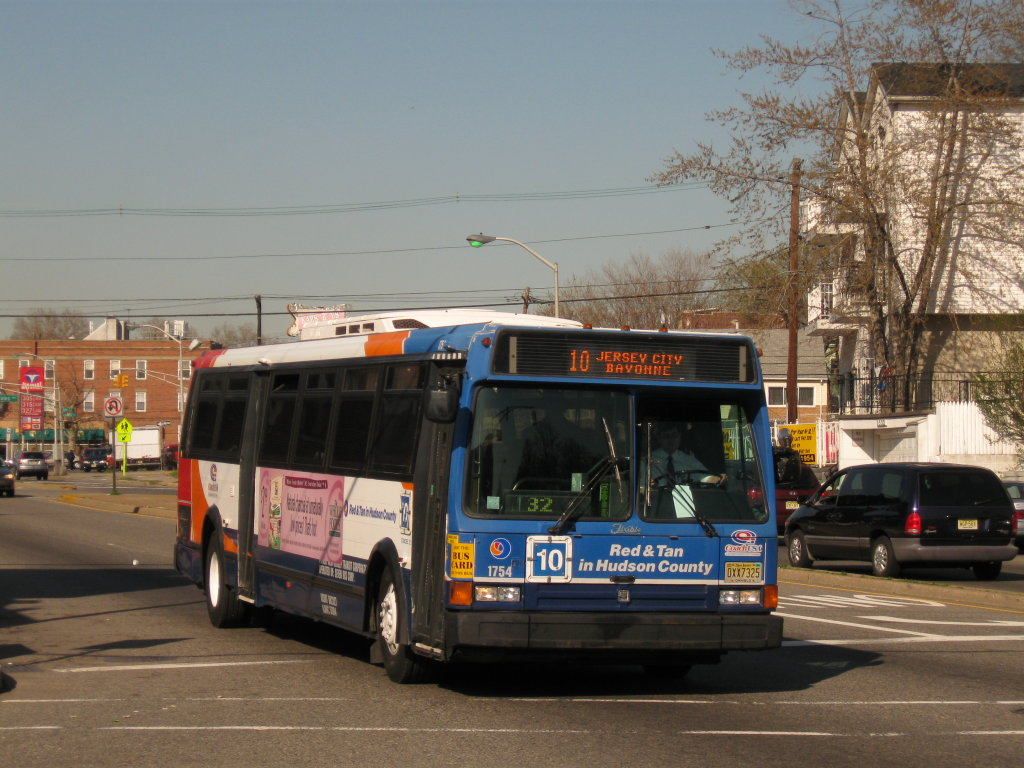
Autobus de Stagecoach Group (Coach USA) aux États-Unis possédés par New Jersey Transit

  - Wellington City Transport Ltd; Runciman Motors Ltd - Stagecoach Wellington
  - Transportation Auckland Corporation Ltd - Stagecoach Auckland
  - Cityline Hutt Valley Ltd – Cityline Hutt River (Nouvelle Zélande)
- Fullers Group (Auckland)
  - Société d'exploitation de Ferry.
- Coach USA (inclus Coach Canada)

## Megabus et Magicbus

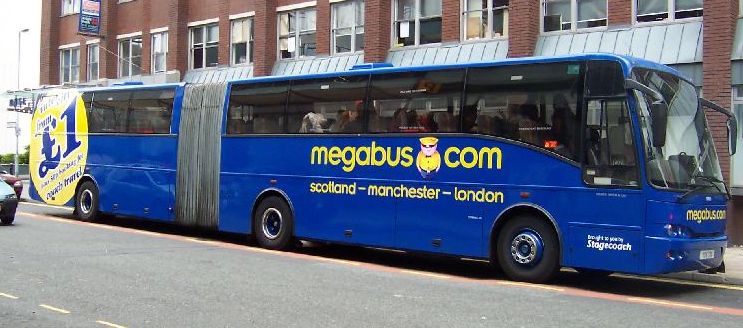
Mégabus à Manchester

- Megabus est un service de bus interville à bas prix, lancé en 2003 au Royaume-Uni.
- Magicbus est la marque commerciale utilisée par Stagecoach sur les lignes locales, habituellement celles qui sont soumises à une forte concurrence des autres exploitants.

## Annexe